# Beatrice-tagok listája
A Beatrice egy magyar rockegyüttes, amely 1969-ben alakult. Az első két évben csupa leány alkotta a zenekart (Csuka Mónika (ének, gitár), Mózes Kati (billentyű), Hamar Krisztina (akkordgitár),  Sebes Ildi (basszusgitár), és Csuka Mary (dobok)).

## Története
1971-ben Nagy Feró csatlakozott a hozzájuk frontemberként. A következő években teljesen kicserélődött a tagság, és a lányok közül csak Csuka Mónika maradt. 1977-ben feloszlottak, majd a következő évben Nagy Feró Miklóska Lajos basszusgitárossal, Lugosi László gitárossal, Gidófalvy Attila billentyűssel és Donászy Tibor dobossal újjáalakította a Beatricét. Gidófalvy 1979-ben az alakuló Karthagóba távozott, ami miatt a rajongók „árulónak” bélyegezték. Nagylemezük nem jelenhetett meg, az ország több klubjából is kitiltották őket, végül 1981-ben feloszlottak.
1987-ben ismét újjáalakultak, majdnem a klasszikus felállásban. Az 1990-es évek elején, a Beatrice legsikeresebb korszakában Nagy Feró és Lugosi László mellett Zselencz László basszusgitáros, Pálmai Zoltán dobos, majd Brúger László ritmusgitáros volt tagja az együttesnek. 1992-ben Lugosi és Pálmai kilépése után a Vidám magyarok album készítésekor háromtagú volt a Beatrice.
1994-re csak Nagy Feró és Brúger maradtak, innen kellett újjászervezni a zenekart, amiben a régi társ Waszlavik László is részt vett egy ideig.  Péter Zsolt és Székely Károly 1995-től 2003-ig alkották a gitárpárost. A Beatrice első albumán is doboló Hirlemann Bertalan 2002-ben tért vissza a zenekarba, és egészen 2010-ig maradt, amikor Nagy Feró fia, Nagy Hunor Attila lett az új ütős. A korábbi években már részt vett az együttes koncertjein állandó vendégként: ő dobolt, ha  Hirleman Bertalan billentyűs hangszeren játszott. 
Laczik Ferenc basszusgitáros 1995-től, Magasvári Viktor gitáros 2003-tól volt tagja a Beatricének. 2016-ban, Tari Botond belépésével a Beatrice újra kvintett lett. 2018-tól Magasvári Viktor magánéleti okok miatt  egy ideig nem tudja vállalni a főállású tagságot (a nagyobb koncerteket kivéve), a helyére Kékkői Zalán érkezett.
2024 elején bejelentették, hogy Nagy Hunor Attila és Kékkői Zalán kilépnek a zenekarból. Ezen év októberében Laczik Ferenc és Tari Botond is bejelentette a távozását. Nagy Feró bejelentette, hogy Csillag Endre gitárossal már új lemezen dolgoznak.

## Felállások
| Időszak   | Felállás | Kiadványok           |
| --------- | --- | -------------------- |
| 1969–1970 | - Csuka Mónika – ének - Nagy Katalin – billentyűs hangszerek - Hamar Krisztina – basszusgitár - Csuka Mária – dob, ütőhangszerek                    | - Jóbarátom kislemez |
| 1971      | - Nagy Feró – ének - Csuka Mónika – ének - Szűcs Judith – billentyűs hangszerek - Hamar Krisztina – basszusgitár - Csuka Mária – dob, ütőhangszerek |                      |

| Időszak   | Felállás | Kiadványok |
| --------- | --- | --- |
| 1972–1973 | - Nagy Feró – ének - Csuka Mónika – ének - Bencsik Sándor – szólógitár - Nagy Károly – billentyűs hangszerek - Temesvári András – basszusgitár - Temesvári Péter – dob, ütőhangszerek | |
| 1973–1974 | - Nagy Feró – ének - Csuka Mónika – ének - Gáti Zoltán – szólógitár - Temesvári András – basszusgitár - Temesvári Péter – dob, ütőhangszerek                                          | - bootleg felvételek                                                                                            |
| 1974–1977 | - Nagy Feró – ének - Csuka Mónika – ének, basszusgitár - Cziránku Sándor – szólógitár - Barile Pasquale – dob, ütőhangszerek                                                          | - rádiófelvételek, bootleg- és demófelvételek; Gyere, kislány, gyere válogatásalbumon (Tessék választani! 1977) |

| Időszak   | Felállás | Kiadványok                                                                                                  |
| --------- | --- | --- |
| 1978–1979 | - Nagy Feró – ének - Lugosi László – gitár - Miklóska Lajos – basszusgitár - Gidófalvy Attila – billentyűs hangszerek - Donászy Tibor – dob, ütőhangszerek                        | - bootleg- és demófelvételek                                                                                |
| 1979–1980 | - Nagy Feró – ének - Lugosi László – gitár - Miklóska Lajos – basszusgitár - Donászy Tibor – dob, ütőhangszerek                                                                   | - Megkerült hangszalag – Betiltott dalok - Kisstadion '80 - Fekete Bárányok felvételei - bootleg felvételek |
| 1980–1981 | - Nagy Feró – ének - Vedres József – gitár - Bogdán Csaba – gitár - Miklóska Lajos – basszusgitár - Waszlavik László – billentyűs hangszerek - Donászy Tibor – dob, ütőhangszerek | - Betiltott dalok II./1981                                                                                  |

| Időszak   | Felállás | Kiadványok                                                |
| --------- | --- | --------------------------------------------------------- |
| 1987      | - Nagy Feró – ének - Lugosi László – gitár - Miklóska Lajos – ritmusgitár - Waszlavik László – billentyűs hangszerek - Zsoldos Tamás – basszusgitár - Kreutz László – dob, ütőhangszerek |                                                           |
| 1988–1989 | - Nagy Feró – ének - Lugosi László – gitár - Miklóska Lajos – ritmusgitár - Zsoldos Tamás – basszusgitár - Hirlemann Bertalan – dob, ütőhangszerek                                       | - Beatrice '78–'88                                        |
| 1989–1991 | - Nagy Feró – ének - Lugosi László – gitár - Zselencz László – basszusgitár - Pálmai Zoltán – dob, ütőhangszerek                                                                         | - Gyermekkorunk lexebb dalai                              |
| 1991–1992 | - Nagy Feró – ének - Lugosi László – gitár - Brúger László – gitár - Zselencz László – basszusgitár - Pálmai Zoltán – dob, ütőhangszerek                                                 | - Utálom az egész XX. századot - A Beatrice legjobb dalai |
| 1992      | - Nagy Feró – ének - Brúger László – gitár - Zselencz László – basszusgitár | - Vidám magyarok                                          |
| 1992–1993 | - Nagy Feró – ének - Vedres József – gitár - Brúger László – gitár - Zselencz László – basszusgitár - Németh Gábor – dob, ütőhangszerek                                                  |                                                           |

| Időszak   | Felállás | Kiadványok                             |
| --------- | --- | -------------------------------------- |
| 1994–1995 | - Nagy Feró – ének - Brúger László – gitár - Heffner Attila – basszusgitár - Waszlavik László – billentyűs hangszerek - Nagy Zoltán – dob, ütőhangszerek                                                                    |                                        |
| 1995      | - Nagy Feró – ének - Brúger László – gitár - Laczik Ferenc – basszusgitár - Waszlavik László – billentyűs hangszerek - Nagy Zoltán – dob, ütőhangszerek                                                                     |                                        |
| 1995–1996 | - Nagy Feró – ének - Péter Zsolt – gitár - Székely Károly – gitár - Laczik Ferenc – basszusgitár - Nagy Zoltán – dob, ütőhangszerek                                                                                         | - Ki viszi át                          |
| 1996–2002 | - Nagy Feró – ének - Péter Zsolt – gitár - Székely Károly – gitár - Laczik Ferenc – basszusgitár - Fülöp István – dob, ütőhangszerek                                                                                        | - 20 éves jubileumi koncert - Vakaroma |
| 2002–2003 | - Nagy Feró – ének - Péter Zsolt – gitár - Székely Károly – gitár - Laczik Ferenc – basszusgitár - Hirlemann Bertalan – dob, ütőhangszerek, billentyűs hangszerek                                                           | - Nagy Feró – Európai Show Illúzió     |
| 2003–2010 | - Nagy Feró – ének - Vedres József – gitár - Magasvári Viktor – gitár - Laczik Ferenc – basszusgitár - Hirlemann Bertalan – dob, ütőhangszerek, billentyűs hangszerek - Nagy Hunor Attila – dob, ütőhangszerek (vendégként) |                                        |
| 2010–2016 | - Nagy Feró – ének - Magasvári Viktor – gitár - Laczik Ferenc – basszusgitár - Nagy Hunor Attila – dob, ütőhangszerek | - Vidámság és rock & roll              |
| 2016–2018 | - Nagy Feró – ének - Magasvári Viktor – gitár - Tari Botond – gitár, billentyűs hangszerek - Laczik Ferenc – basszusgitár - Nagy Hunor Attila – dob, ütőhangszerek                                                          |                                        |
| 2018–2024 | - Nagy Feró – ének - Kékkői Zalán – gitár - Tari Botond – gitár, billentyűs hangszerek - Laczik Ferenc – basszusgitár - Nagy Hunor Attila – dob, ütőhangszerek                                                              |                                        |
| 2024–     | - Nagy Feró – ének - Csillag Endre – gitár - Szpuszenik Richárd – dob, ütőhangszerek - Móritz Norbert – basszusgitár |                                        |

## Külső hivatkozások
- A zenekar hivatalos honlapja
- Nagy Feró hivatalos honlapja